# Maymena grisea
Maymena grisea är en spindelart som beskrevs av Willis J. Gertsch 1971. Maymena grisea ingår i släktet Maymena och familjen Mysmenidae. Inga underarter finns listade i Catalogue of Life.